# Jegor Rykow
Jegor Aleksandrowicz Rykow, ros. Егор Александрович Рыков (ur. 14 kwietnia 1997 w Widnoje) – rosyjski hokeista.

## Kariera
- SKA-1946 Sankt Petersburg (2013–2018)
- SKA-Niewa (2013-2014, 2017-2018)
- SKA Sankt Petersburg (2016-2018)
- HK Soczi (2018-2919)
- Hartford Wolf Pack (2019-2020)
- CSKA Moskwa (2020-2021)
- Siewierstal Czerepowiec (2021)
- Admirał Władywostok (2021-2023)
- Awangard Omsk (2023-)

Wychowanek klubu Ruś Moskwa. Przez pięć sezonów grał w lidze juniorskiej MHL w barwach SKA-1946 Sankt Petersburg. W tym okresie w KHL Junior Draft 2014 został wybrany przez SKA Sankt Petersburg. W jego barwach od 2015 grał w rozgrywkach KHL. W NHL Entry Draft 2016 został wybrany przez New Jersey Devils. W październiku 2016 przedłużył kontrakt z SKA o trzy lata. W lutym 2018 jego prawa zawodnicze nabył od NJD klub New York Rangers. W październiku 2018 został przetransferowany z SKA do HK Soczi. W maju 2019 podpisał kontrakt wstępujący z. Nie zagrał jednak w tym zespole w NHL, a w sezonie 2019/2020 występował w zespole farmerskim, Hartford Wolf Pack, w lidze AHL. Jeszcze w październiku 2019 jego prawa zawodnicze odkupił z Soczi klub SKA, który w sierpniu 2020 zbył je na rzecz CSKA Moskwa i wkrótce potem Rykow podpisał tam kontrakt. W lipcu 2021 przeszedł do Siewierstali Czerepowiec, skąd pod koniec grudnia 2021 został przetransferowany do Admirała Władywostok. Pod koniec grudnia 2023 podpisał kontrakt z Awangardem Omsk.
Uczestniczył w turniejach mistrzostw świata juniorów do lat 17 edycji 2014, mistrzostw świata juniorów do lat 18 edycji 2015, mistrzostw świata do lat 20 edycji 2016, 2017.

## Sukcesy
Reprezentacyjne
- Srebrny medal mistrzostw świata juniorów do lat 20: 2016
- Brązowy medal mistrzostw świata juniorów do lat 20: 2017

Klubowe
- Srebrny medal MHL: 2015, 2017 z SKA-1946 Sankt Petersburg
- Pierwsze miejsce w Konferencji Zachód w sezonie zasadniczym MHL: 2017 z SKA-1946 Sankt Petersburg, 2021 z CSKA Moskwa
- Srebrny medal WHL: 2018 z SKA-Niewa
- Pierwsze miejsce w Dywizji Bobrowa w sezonie regularnym: 2017, 2018 z SKA Sankt Petersburg
- Puchar Kontynentu: 2018 z SKA Sankt Petersburg, 2021 z CSKA Moskwa
- Brązowy medal mistrzostw Rosji: 2018 z SKA Sankt Petersburg
- Złoty medal mistrzostw Rosji: 2017 z SKA Sankt Petersburg
- Puchar Gagarina – mistrzostwo KHL: 2017 z SKA Sankt Petersburg
- Pierwsze miejsce w Dywizji Tarasowa w sezonie zasadniczym: 2021 z CSKA Moskwa

Indywidualne
- Mistrzostwa Świata Juniorów w Hokeju na Lodzie 2017/Elita:
  - Piąte miejsce w klasyfikacji asystentów turnieju: 6 asyst[12]
    - Pierwsze miejsce w klasyfikacji asystentów wśród obrońców turnieju: 6 asyst[12]

  - Drugie miejsce w klasyfikacji kanadyjskiej wśród obrońców turnieju: 7 punktów[13]
  - Jeden z trzech najlepszych zawodników reprezentacji w turnieju[14]
- KHL (2016/2017):
  - Najlepszy pierwszoroczniak tygodnia – 18 września 2016
  - Najlepszy pierwszoroczniak etapu – półfinały konferencji[15], finał o Puchar Gagarina[16]